# Roland Siegwart

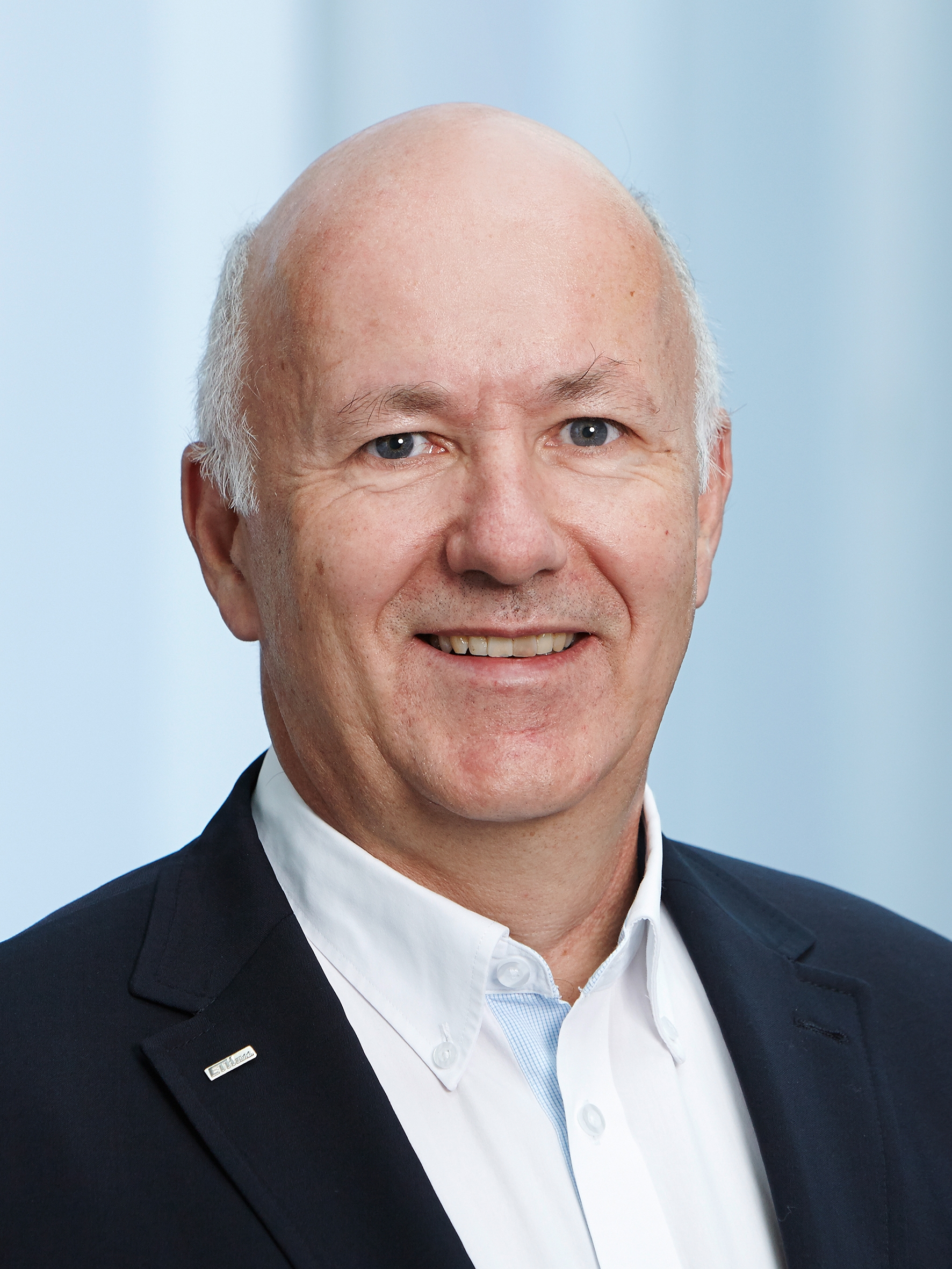
Roland Siegwart (2016)

Roland Yves Siegwart (* 2. Mai 1959 in Lausanne) ist ein Schweizer Robotiker und Universitätsprofessor.

## Leben
Roland Siegwart wurde 1959 in Lausanne geboren und wuchs auf im Kanton Schwyz. Er studierte Maschinenbau an der ETH Zürich und promovierte 1989 mit Auszeichnung bei Gerhard Schweitzer mit der Dissertation Electro-magnetically Suspended Milling Spindle with Active Digital Control. Er ist Mitglied im Verwaltungsrat  mehrerer Unternehmen, unter anderem seit 2016  der NZZ-Mediengruppe.

## Forschung und Lehre
Roland Siegwart ist Leiter des Autonomous Systems Lab (ASL) am Institut für Robotik und Intelligente Systeme (IRIS) der ETH Zürich. Seine Forschungsinteressen konzentrieren sich auf den Entwurf autonomer mobiler Roboter inklusive Lokalisierung, Kartenerstellung (siehe SLAM), das Planen in dynamischen Umgebungen, Mensch-Roboter-Interaktion, Fortbewegungs-Konzeptionen im unwegsamen Gelände, mobile Mikroroboter, Landroboter in der Raumfahrt (Rover), autonome Kraftfahrzeuge und Flugroboter. Siegwart ist Gründer und Mitbegründer einiger Hochtechnologie-Neugründungen, wie Shockfish Communication Ltd. (1999), BlueBotics Ltd. (2001), ALSTOM Inspection Robotics Ltd. (2006) und Sevensense Robotics AG (2018).
Siegwart ist Mitverfasser des Buches Introduction to Autonomous Mobile Robots.

## Publikationen
- Introduction to Autonomous Mobile Robots, The MIT Press; zweite Auflage, 2011; zusammen mit Illah Reza Nourbakhsh und Davide Scaramuzza.